# Isotopenverdünnungsanalyse
Die Isotopenverdünnungsanalyse (IVA, engl. isotope dilution) ist eine Technik zur Spuren- und Ultraspurenanalyse mit stabilen Isotopen. Bis Anfang der 1990er Jahre wurde sie hauptsächlich für geologische Fragestellungen zu Rate gezogen, später zog sie jedoch als Routineanwendung in die analytischen Labors insbesondere im Bereich der Dioxinanalytik ein.

## Methode
Die meisten Elemente besitzen eine natürliche Isotopenverteilung, die für natürliche Vorkommen der Elemente auf der ganzen Erde annähernd gleich ist. Bei der Analyse einer Probe mittels IVA wird ein Isotopenstandard mit nicht natürlicher, aber bekannter Isotopenverteilung hinzugegeben. Hierdurch wird die Isotopenverteilung für die gesuchte Verbindung in der Probe verändert. Nach Bestimmung des Verhältnisses der Isotopen mittels eines massenselektiven Detektors lässt sich aus der zugegebenen Menge des als interner Standard verwendeten Isotopenstandards die Konzentration der gesuchten (nativen) Verbindung in der Probe berechnen.
Die Konzentration der gesuchten (nativen) Verbindung lässt sich mittels folgender Formel berechnen:
{\displaystyle C_{\text{Probe}}={\frac {C_{\text{Standard}}\cdot m_{\text{Standard}}\cdot M_{\text{Probe}}}{m_{\text{Probe}}\cdot M_{\text{Standard}}}}\cdot {\frac {A_{\text{Standard}}-R_{M}\cdot B_{\text{Standard}}}{R_{M}\cdot B_{\text{Probe}}-A_{\text{Probe}}}}}

### Voraussetzungen
- Das zu bestimmende Element muss Isotope besitzen, die langlebig genug sind
- es muss mit einem massenselektiven Detektor gearbeitet werden
- der hinzugegebene Standard muss mit der Probe im chemischen Gleichgewicht stehen

### Vorteile dieser Technik
- Nach Zugabe des Standards verfälscht ein Substanzverlust während der Probenaufbereitung das Analyseergebnis nicht
- es ist häufig eine Einpunktkalibrierung möglich
- der Verbrauch an Materialien ist äußerst gering
- bei der IVA handelt es sich um eine Absolutmethode
- sie ist hochpräzise

### Nachteile
- nicht jedes Element verfügt über stabile (langlebige) Isotope
- massenselektive Detektoren sind zumeist teuer
- isotopenmarkierte Standardverbindungen sind ebenfalls teuer oder aufwendig zu synthetisieren
- das Erreichen des chemischen Gleichgewichts ist nicht mit jeder Probenmatrix möglich

## Typische verwendete Isotope
- Deuterium
- 13C
- 37Cl